# Усадьба Куликовских (Херсон)
Не следует путать с усадьбой Куликовских в с. Ракитное и с «домом с атлантами» в Одессе
Усадьба Куликовских (дом с атлантами) — здание городской усадьбы в г. Херсон, ул. Суворова, 8. Памятник архитектуры местного значения.

## Описание
При входе во двор через центральную въездную арку дома установлены скульптурные изображения двух атлантов, несущие балкон.
Внешне вся группа и лепнина сохранились без изменений со времени постройки дома, однако находятся в очень запущенном виде и утратили былое великолепие. Да ещё появилась здесь не к месту пристройка кафе бара, а по сторонам фасада — разные двери, по виду и конструкции никак не вяжущиеся с обликом здания.

## История
Усадьба была построена в конце 19 века. Архитектор дома неизвестен.
До 1905 года усадьба принадлежала Одесскому Правлению Бессарабско-Таврического Земельного Банка.
в 1905 году видный херсонский нотариус, гласный городской думы, дворянин Ю. П. Куликовский под залог имущества своей жены Е. Л. Куликовской.
После революции здесь находилось Херсонское агентство Донецкого государственного каменноугольного треста (Донуголь).
Известно, что в 20-х годах здесь находилось общежитие лётного училища.